# Ricky Echolette
Ricky Echolette, de son vrai nom Wolfgang Neuhaus, est né le 6 août 1960 à Cologne en Allemagne. Ex-membre du groupe new wave allemand Alphaville dont il était l'un des claviéristes avec Bernhard Lloyd. Au sein du groupe, il jouait aussi de la guitare électrique et plus rarement du piano.
En décembre 1984, il remplace Frank Mertens qui venait de quitter Alphaville après la sortie du premier album Forever Young. En fait, Marian Gold avait déjà demandé à Ricky d'intégrer le groupe 2 ans plus tôt mais ce dernier avait décliné l'offre pour se consacrer au montage cinématographique.
Très éloigné du monde de la scène, il quitte à son tour Alphaville en 1997. Il vit dès lors dans le sud de la France, dans une maison qu'il avait achetée à l'époque non loin du studio que le groupe louait pour enregistrer ses albums et disparaît définitivement de la scène médiatique. Il serait[évasif] aujourd'hui compositeur de musique de film.